# Friedhof IV (Gotha)

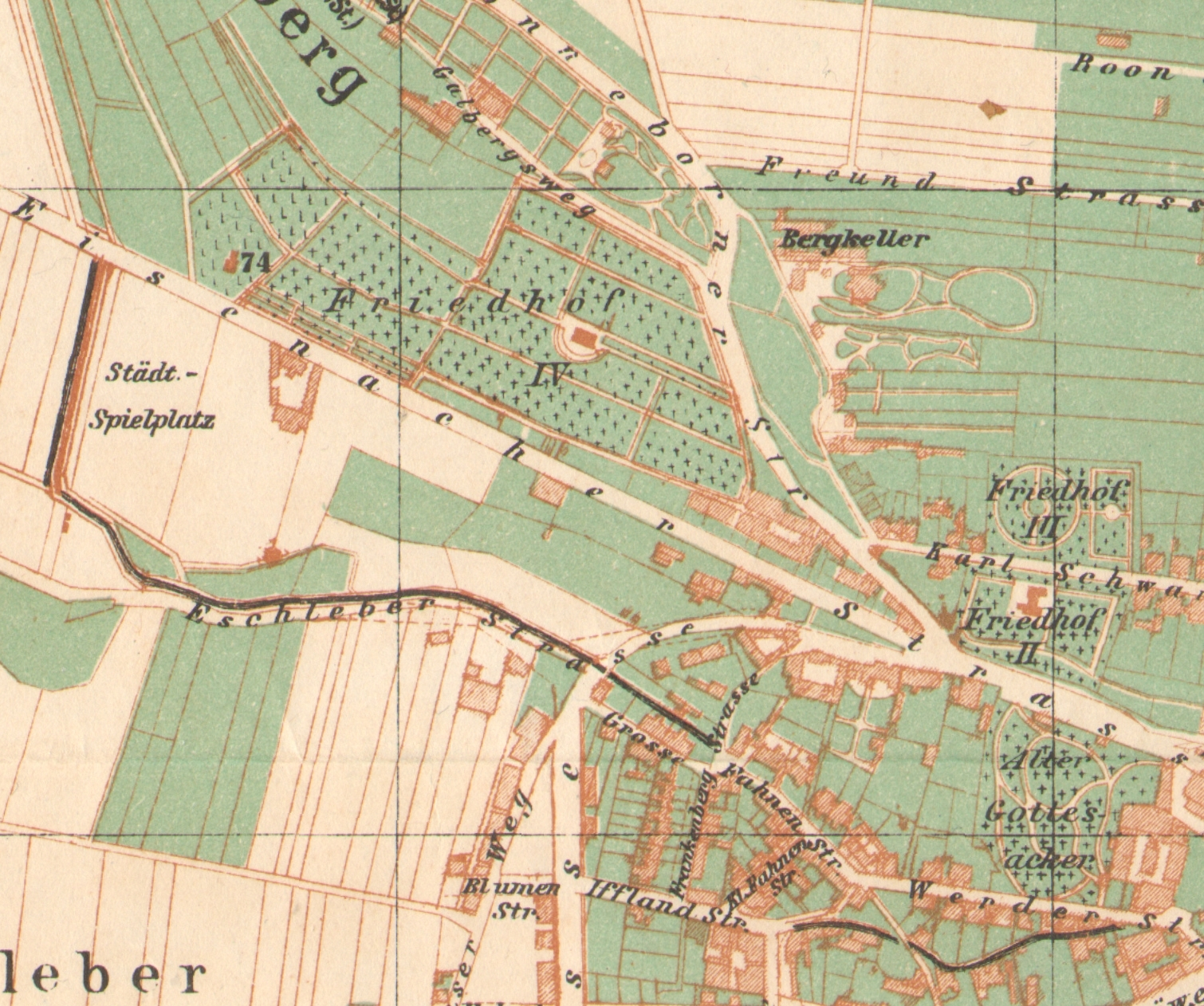
Auszug aus dem amtlichen Gothaer Stadtplan von 1905 mit Friedhof IV in der oberen linken Bildhälfte

Der Friedhof IV war einer der alten Friedhöfe der Stadt Gotha.

## Geschichte
Als letzter und größter der alten Gothaer Friedhöfe wurde 1855 Friedhof IV am Galberg im Dreieck zwischen Sonneborner Straße und Eisenacher Straße angelegt. 1892 wurde er „aus hygienischen Gründen“ für die Anlage neuer Grabstätten geschlossen, bereits bestehende Grabstätten (z. B. Familiengräber) wurden jedoch bis in die 1910er-Jahre belegt. Im August 1951 begann die Einebnung des Friedhofes, dessen Gelände später mit Einfamilienhäusern bebaut wurde. Einige wenige Steine (u. a. von Hansen, Petermann, Bohnstedt und Pertsch) wurden gesichert und später auf dem neuen Hauptfriedhof auf einer gemeinsamen Fläche (offiziell Ausstellungsfläche exponierter Grabmale genannt) südwestlich vor dem Krematorium aufgestellt.

## Gräber bedeutender Persönlichkeiten
Unter anderem fanden hier ihre letzte Ruhestätte:
- Peter Andreas Hansen (1795–1874): Gothas bedeutendster Astronom und Direktor der Sternwarte auf dem Seeberg
- August Petermann (1822–1878): berühmter Geograph und Kartograph
- Carl Friedrich August Schäfer (1796–1880): Postmeister, Gründer des Schäferstiftes
- Gustav von Henning (1798–1880): Regierungs- und Oberconsistorialrath, Ehrenbürger der Stadt Gotha
- Gustav Eberhardt (1805–1880): Geheimer Regierungs- und Baurat, Erbauer des ehemaligen Gothaer Theaters, des Marstalls, der katholischen Kirche sowie des Schlosses Reinhardsbrunn
- Carl Stollberg (1819–1880): Gründer des Gothaischen Tageblattes
- Karl Friedrich Lucian Samwer (1819–1882): Geheimer Rat im herzoglichen Ministerium und Vertreter des Ministers Camillo von Seebach
- Ludwig Bohnstedt (1822–1885): berühmter Gothaer Architekt
- Gotthilf Albert Sterzing (1822–1889): Landgerichtsdirektor, erster Vorsitzender des Deutschen Schützenbundes
- Hermann Berghaus (1828–1890): bedeutender Kartograph
- Camillo Richard Frhr. von Seebach (1808–1894): gothaischer Staatsminister, Ehrenbürger der Stadt Gotha
- Wilhelm Pertsch (1832–1899): Sprachgelehrter, Direktor der Friedensteinischen Sammlungen
- Gottlob Schneider (1835–1912): Direktor der Gothaer Lebensversicherungsbank, Verfasser des Gothaer Gedenkbuches
- Karl Heinrich Hünersdorf (1817–1897), Oberbürgermeister von Gotha

## Sonstiges
Der am 10. Dezember 1877 verstorbene Gothaer Ingenieur Karl Heinrich Stier wurde nur vorübergehend auf dem Friedhof beerdigt. Stier, der die technische Anlage des Krematoriums für den neuen Hauptfriedhof konzipiert hatte, war ein knappes Jahr vor Fertigstellung der Anlage verstorben. Daher hatte er testamentarisch verfügt, zunächst in einem hermetisch verschlossenen Metallsarg auf Friedhof IV beigesetzt zu werden, um nach Inbetriebnahme des Krematoriums als erster Leichnam eingeäschert zu werden. Ein Jahr nach seinem Tod wurde Stier am 10. Dezember 1878 auf dem Hauptfriedhof als erster Deutscher in der Neuzeit kremiert. Er war der einzige im Eröffnungsjahr des Krematoriums Eingeäscherte und ist einer der wenigen Menschen, die sowohl eine Erd- als auch eine Feuerbestattung erhielten. Seine Urne steht seither im Kolumbarium des Hauptfriedhofs.